# البرسدارف-پریباخ
البرسدارف-پریباخ (به آلمانی: Albersdorf-Prebuch) یک سکونتگاه مسکونی در اتریش است که در Weiz District واقع شده‌است.

## خصوصیات
البرسدارف-پریباخ ۱۴٫۱۶ کیلومترمربع مساحت دارد ۳۶۶ متر بالاتر از سطح دریا واقع شده‌است.